# Charles Bennet (2e comte de Tankerville)
Charles Bennet, 2e comte de Tankerville (21 décembre 1697 - 14 mars 1753), titré Lord Ossulston entre 1714 et 1722, est un pair et homme politique britannique.

## Biographie
Tankerville est le fils de Charles Bennet (1er comte de Tankerville) et de Mary, fille de Ford Grey 1er comte de Tankerville). Il reçoit le titre de courtoisie de Lord Ossulston lorsque son père est créé comte de Tankerville en 1714.
Tankerville succède à son père dans le comté en 1722 et est nommé chevalier du chardon en 1730. Il sert comme capitaine des Yeomen of the Guard sous Robert Walpole entre 1733 et 1737. De 1740 à 1753, il est également Lord Lieutenant du Northumberland.
Il épouse Camilla Colville vers 1715. Elle est dame de chambre à coucher de la reine Caroline et ensuite de la princesse Augusta.
Lord Tankerville meurt en mars 1753, à l'âge de 56 ans, et son fils aîné Charles lui succède comme comte.